# Giorgos Markopoulos
Giorgos Markopoulos (en griego: Γιώργος Μαρκόπουλος) (nacido en Mesenia en 1951) es un poeta griego galardonado con varios premios. Estudió ciencias económicas y estadística en la Universidad del Pireo (en aquel momento se llamaba Escuela Superior de Estudios Industriales).
Pertenece a la Genia tou 70 " (generación de los años 1970), que es el término utilizado para describir a los autores griegos que comenzaron a publicar su trabajo durante esta década, especialmente al final del Régimen de los Coroneles  y los primeros años de la Metapolitefsi.
Recibió el Premio Nacional de poesía en 1999 por su colección Μη σκεπάζεις το ποτάμι, que también estuvo nominada para el Premio de la Unión Europea en 2000. Su obra ha sido traducida al inglés, francés, italiano y polaco.

## Poesía
- Έβδομη Συμφωνία (Séptima sinfonía), 1968
- Η θλίψις του προαστίου (La tristeza de los suburbios), 1976
- Οι πυροτεχνουργοί (El escuadrón de la bomba), 1979
- Ποιήματα 1968–1987 (Poemas 1968–1987), 1992
- Mη σκεπάζεις το ποτάμι (No cubráis el río), 1998